# کاستیار د ان هوگ
کاستیار د ان هوگ (به اسپانیایی: Castellar de n'Hug) یک شهرستان در اسپانیا است که در بارسلون واقع شده‌است.

## خصوصیات
کاستیار د ان هوگ ۴۷٫۱۲ کیلومترمربع مساحت و ۱۸۷ نفر جمعیت دارد و ۱٬۳۹۵ متر بالاتر از سطح دریا واقع شده‌است.